# Edgeworth
Edgeworth – wieś w Anglii, w hrabstwie Gloucestershire. Leży 17 km na południowy wschód od miasta Gloucester i 138 km na zachód od Londynu.